# Scymnus jakowlewi
Nordlig minipiga (Scymnus jakowlewi) är en skalbaggsart som beskrevs av Julius Weise 1892. Scymnus jakowlewi ingår i släktet Scymnus, och familjen nyckelpigor. Enligt den finländska rödlistan är arten otillräckligt studerad i Finland. Arten är reproducerande i Sverige.